# مارک ویدوکا
مارک ویدوکا (انگلیسی: Mark Viduka؛ زادهٔ ۹ اکتبر ۱۹۷۵) یک بازیکن فوتبال کرووات تبار  که در تیم ملی استرالیا بازی میکرده.
وی همچنین پسر عموی پدری لوکا مودریچ بازیکن شاخص رئال مادرید هم هست .